# Radiometer
 For alternative betydninger, se Radiometer (flertydig). (Se også artikler, som begynder med Radiometer)
Et radiometer er et apparat som anvendes til at måle strålingsfluxen (effekten) af elektromagnetisk stråling.
Et radiometers karakteristikker er:
- spektral interval
- spektral følsomhed
- betragtningsvinkel
- retningsafhængig respons

Eksempler på radiometre er:
- Crookes' radiometer
- Nichols radiometer